# شارب القط الأقطع
شارب القط الأقطع (الاسم العلمي:Orthosiphon truncatus) هو نوع من النباتات يتبع جنس شارب القط من الفصيلة الشفوية.